# Health (gruppo musicale)
Gli Health sono un gruppo musicale industrial rock formato a Los Angeles nel 2005 per iniziativa di Jake Duzsik (voce e chitarra), Jupiter Keyes (chitarra e tastiera), John Famiglietti (basso) e Benjamin Jared Miller (batteria).
La formazione è rimasta immutata fino al 2015, quando Keyes ha annunciato il proprio addio per seguire la carriera solista di Alice Glass dei Crystal Castles, portando gli Health a un trio.

## Stile musicale
Dopo aver proposto un iniziale stile rock sperimentale e noise rock con l'album omonimo (2006) e uno stile più accessibile con il seguente Get Color (2009), gli Health si sono direzionati verso uno stile più industrial caratterizzato dall'unione di chitarre e sintetizzatori pesanti e dalla voce melodica di Duzsik.
Attraverso il doppio progetto Disco4, il trio ha collaborato con svariati artisti e ha sperimentato con le più disparate sonorità come il synthwave, l'hip hop, il post-punk, l'indie rock e l'electro.

## Formazione
Attuale
- Jake Duzsik – voce, chitarra (2005-presente)
- John Famiglietti – basso, sintetizzatore (2005-presente)
- BJ Miller – batteria (2005-presente)

Ex componenti
- Jupiter Keyes – chitarra, sintetizzatore, percussioni (2005-2015)

## Discografia

### Album in studio
- 2007 – Health
- 2009 – Get Color
- 2015 – Death Magic
- 2019 – Vol. 4 :: Slaves of Fear
- 2020 – Disco4 :: Part I
- 2022 – Disco4 :: Part II
- 2023 – Rat Wars

### Album dal vivo
- 2006 – Live//Smell
- 2023 – Live in Leipzig

### Raccolte
- 2022 – Disco4 Generations

### Colonne sonore
- 2012 – Max Payne 3 - The Official Soundtrack
- 2019 – Arena War (Official Soundtrack)

### Album di remix
- 2008 – Disco
- 2010 – Disco2
- 2017 – Disco3
- 2020 – Disco4+

### EP
- 2017 – Disco3+

### Singoli
- 2007 – Crimewave
- 2008 – Triceratops/Lost Time
- 2008 – Heaven
- 2008 – Perfect Skin
- 2008 – // M \\
- 2009 – Die Slow
- 2010 – USA Boys
- 2011 – Goth Star
- 2012 – Tears
- 2013 – High Pressure Dave
- 2015 – Men Today
- 2015 – New Coke
- 2015 – Stonefist
- 2015 – Life
- 2016 – Crusher
- 2017 – Hard to Be a God (con NOLIFE)
- 2018 – Mass Grave (con Soccer Mommy)
- 2018 – Body/Prison (con i Perturbator)
- 2018 – Innocence (con Youth Code)
- 2018 – Slaves of Fear
- 2019 – Hate You (con JPEGMAFIA)
- 2019 – Judgement Night (con Ghostemane)
- 2019 – Delicious Ape (con gli Xiu Xiu)
- 2019 – Full of Health (con i Full of Hell)
- 2021 – Isn't Everyone (con i Nine Inch Nails)
- 2021 – Dead Flowers (con Poppy)
- 2021 – Excess (con i Peturbator)
- 2023 – Hateful
- 2023 – Children of Sorrow
- 2023 – Ashamed
- 2023 – Unloved
- 2023 – Demigods
- 2024 – The Drain (con i Bad Omens e Swarm)